# Asociación Estadounidense de Compositores, Autores y Editores
La Asociación Estadounidense de Compositores, Autores y Editores (del inglés American Society of Composers, Authors and Publishers; (ASCAP) es una organización estadounidense sin fines de lucro, que protege los derechos de autor musicales de sus miembros, mediante el monitoreo de ejecuciones públicas de su música ya sea a través de emisoras o presentaciones en directo, y compensándoles consecuentemente.
Ascap colecta tarifas de licencia de los usuarios de la música creada por sus miembros, luego los redistribuye entre ellos como regalías. En efecto, el acuerdo es producto de un compromiso: cuando una canción es ejecutada, el usuario no tiene que pagar al poseedor del derecho de autor directamente, ni el creador de la música tiene que facturarle a una estación de radio por utilizar su canción.
En 2005, Ascap recolectó 750 millones de dólares en concepto de tarifas de licencia y distribuyó 646 millones en regalías para sus miembros, con un 12.5% de gastos de operación. En Estados Unidos, la Ascap compite con otras tres grandes organizaciones de derechos de ejecución: Broadcast Music Incorporated (BMI), Pro Music Rights y Society of European Stage Authors and Composers (SESAC).
La Ascap brinda honores a sus miembros a través de una serie de premios anuales presentados en siete categorías diferentes: pop, rhythm and soul, cine y televisión, latino, country, cristiana, rock, metal, rap y música en concierto.

## Premios
Ascap honra a sus principales miembros en una serie de entregas de premios anuales en siete categorías musicales diferentes: pop, ritmo y alma, cine y televisión, música latina, country, cristiana y música de concierto. Los premios se presentan a través de una votación en línea que constituye el 50% de los criterios de evaluación. El otro 50% proviene de diferentes críticos musicales donde, además, Ascap incorpora a los grandes del jazz a su Jazz Wall of Fame en una ceremonia anual que se lleva a cabo en las oficinas de Ascap en la ciudad de Nueva York y honra a los miembros de PRS que licencian sus obras a través de Ascap en una gala anual de premios en Londres, Inglaterra. Ascap también otorga anualmente los reconocimientos especiales Vanguard Award, compositor del año y editor del año.
En 1979, para honrar a los compositores de música de concierto (clásica) en las primeras etapas de sus carreras, Ascap creó los Premios para Compositores Jóvenes de la Fundación Ascap, que, tras la muerte del presidente de Ascap, Morton Gould, en 1996, pasaron a llamarse Fundación Morton de Ascap. También los Gould Young Composer Awards para honrar el compromiso de toda la vida de Gould de alentar a los jóvenes creadores, así como su propio desarrollo temprano como compositor.
A partir de 1986, Ascap creó el premio Golden Soundtrack Award para honrar a los compositores por «logros y contribuciones sobresalientes al mundo de la música de cine y televisión». En 1996, pasó a llamarse Premio Henry Mancini para rendir homenaje a la historia de logros en el campo del difunto compositor.
Ascap también otorga los premios casi anuales Deems Taylor a escritores y periodistas musicales. Nombrados en honor al primer presidente de Ascap, Deems Taylor , se establecieron en 1967 para honrar su memoria. El premio Deems Taylor «reconoce libros, artículos, transmisiones y sitios web sobre el tema de la música seleccionados por su excelencia».